# Münchner Residenzkonzerte
Die Münchner Residenzkonzerte sind eine von dem Münchner Konzertveranstalter Kulturgipfel veranstaltete Konzertreihe, die seit 2006 stattfindet und jährlich etwa 5000 Besucher anzieht. Sie besteht aus Aufführungen von  Orchester- und Kammermusik-Kompositionen des 17.–19. Jahrhunderts sowie Klassik-, Rock-, Pop- und Open-Air-Konzerten.
Die Münchner Residenzkonzerte bespielen den Herkulessaal, die Allerheiligen-Hofkirche, das Cuvilliés-Theater und den Brunnenhof.

## Programm
Für die Programmauswahl der Konzertreihe ist die in München und Garmisch-Partenkirchen als Produzent und Veranstalter ansässige Kulturgipfel GmbH verantwortlich.
Die Münchner Residenzkonzerte bespielen die verschiedenen Räume der Münchner Residenz mit unterschiedlichen, aber immer moderierten Schwerpunkten:
- Herkulessaal: Orchesterwerke des 19. Jahrhunderts
- Allerheiligen-Hofkirche: Passionen und Oratorien von Johann Sebastian Bach und Georg Friedrich Händel, Symphonien und Sonaten von Wolfgang Amadeus Mozart, Arcangelo Corelli und Zeitgenossen, konzertante Opern von Puccini, Donizetti, Verdi, Rossini, Mozart, Kammermusik aus dem 19. Jahrhundert sowie traditionelle bayerische Stubenmusik und Literatur-Konzerte.
- Cuvilliés-Theater: Barockopern (u. a. Julius Caesar – G.F. Händel), Barockkonzerte (u. a. A. Vivaldi)
- Brunnenhof (im Rahmen des Münchner Open Air Sommers): symphonische Orchesterkonzerte, Filmmusikkonzerte, deutsche Liedermacher, Cover-Band-Konzerte (ABBA, Pink Floyd[5], Simon & Garfunkel, Queen, Austria 3), Carmina Burana und internationale Künstler, wie Peter Kraus, Herbert Pixner, Albert Hamond, Wolfgang Ambros, Gregor Meyle und Angelo Kelly.[4][6][7]